# ماركو رومانو (مجدف)
ماركو رومانو (بالإيطالية: Marco Romano)‏ هو مجدف إيطالي، ولد في 14 أكتوبر 1963 في نابولي في إيطاليا.

## وصلات خارجية
- ماركو رومانو على موقع الاتحاد الدولي للتجديف (الإنجليزية)
- ماركو رومانو على موقع اللجنة الأولمبية الدولية (الإنجليزية)
- ماركو رومانو على موقع أوليمبيديا (الإنجليزية)